# Cáp treo

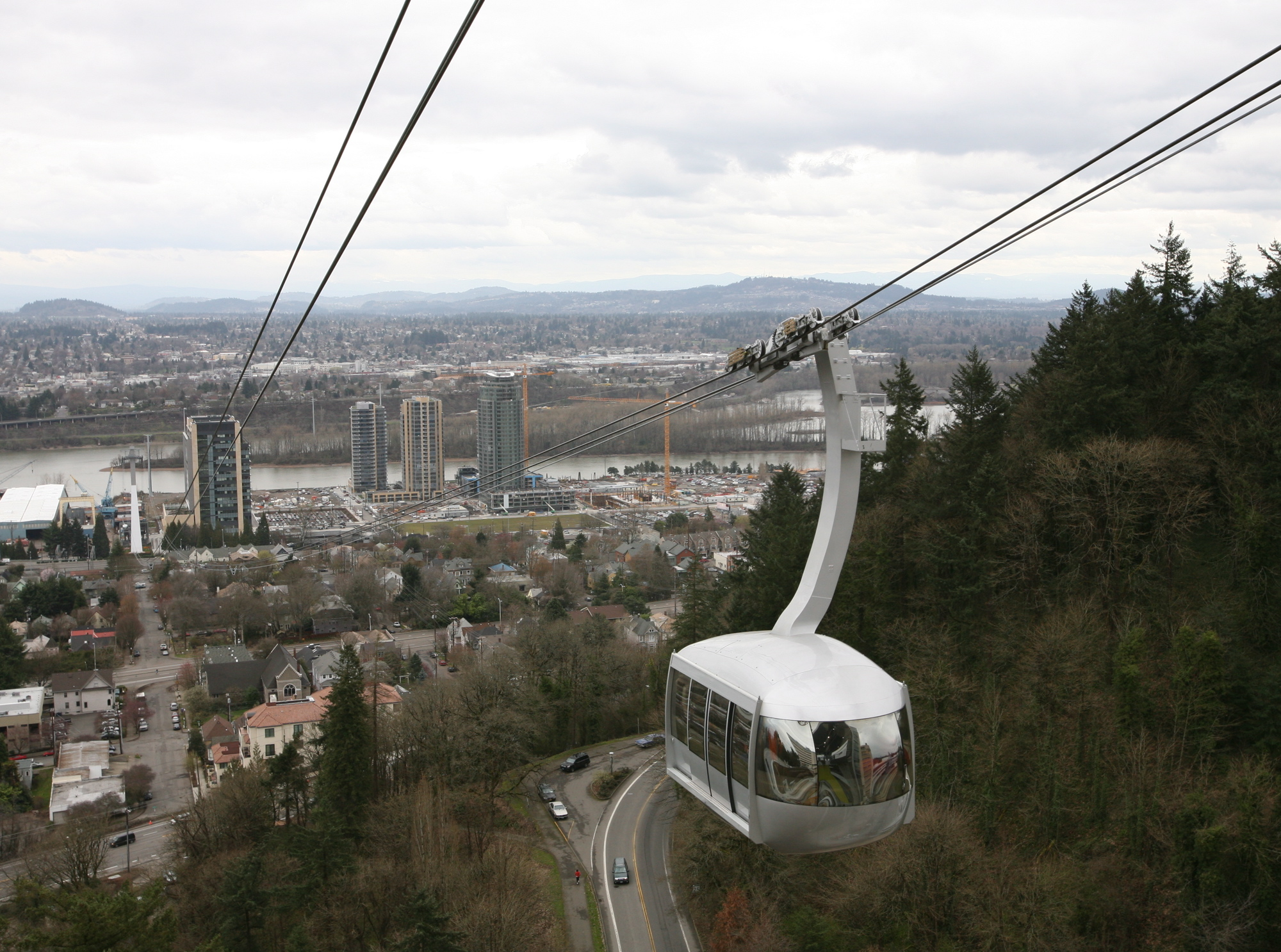
Cáp treo ở Portland, Oregon, Mỹ

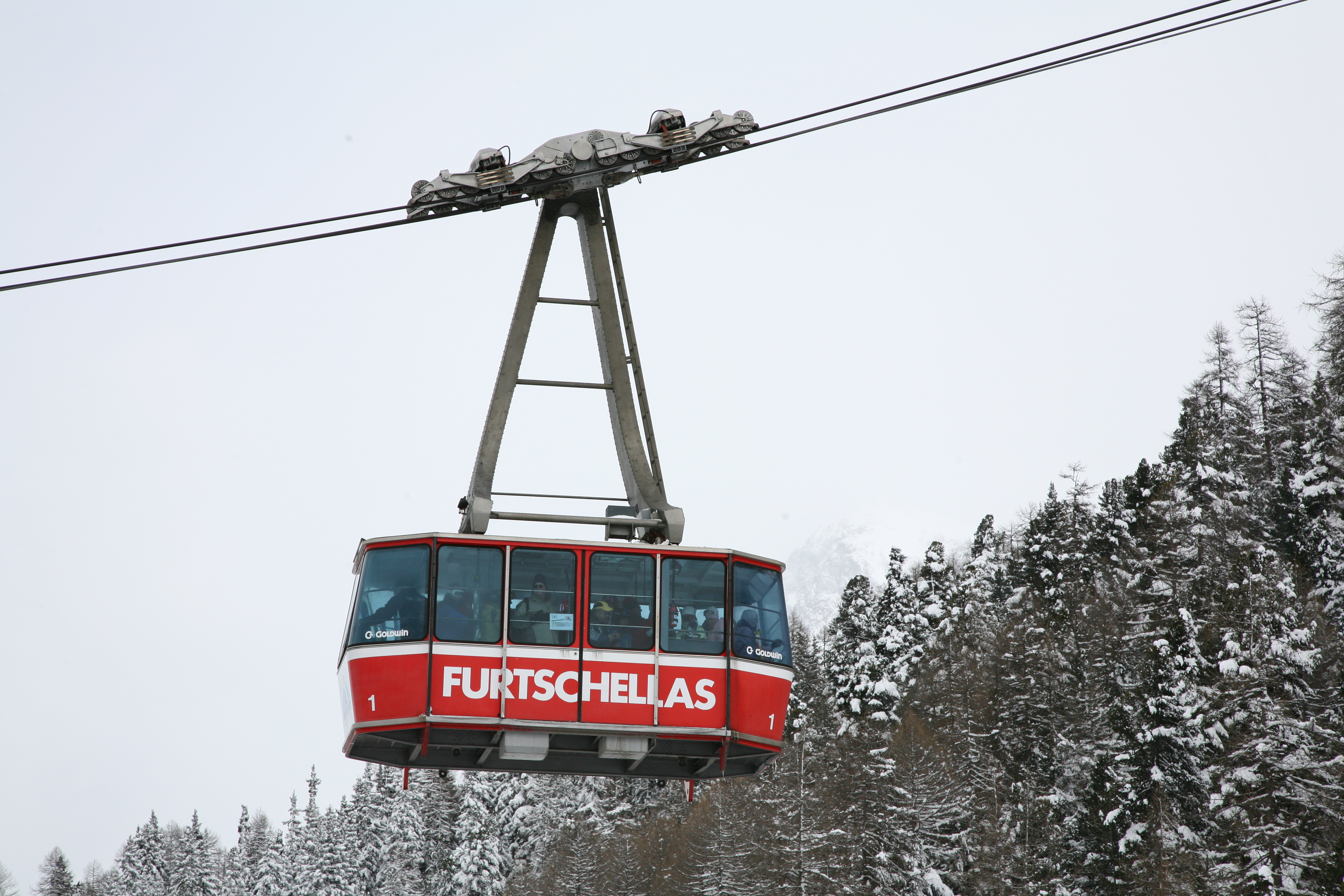
Cáp treo trên không ở Engadin, Thụy Sĩ

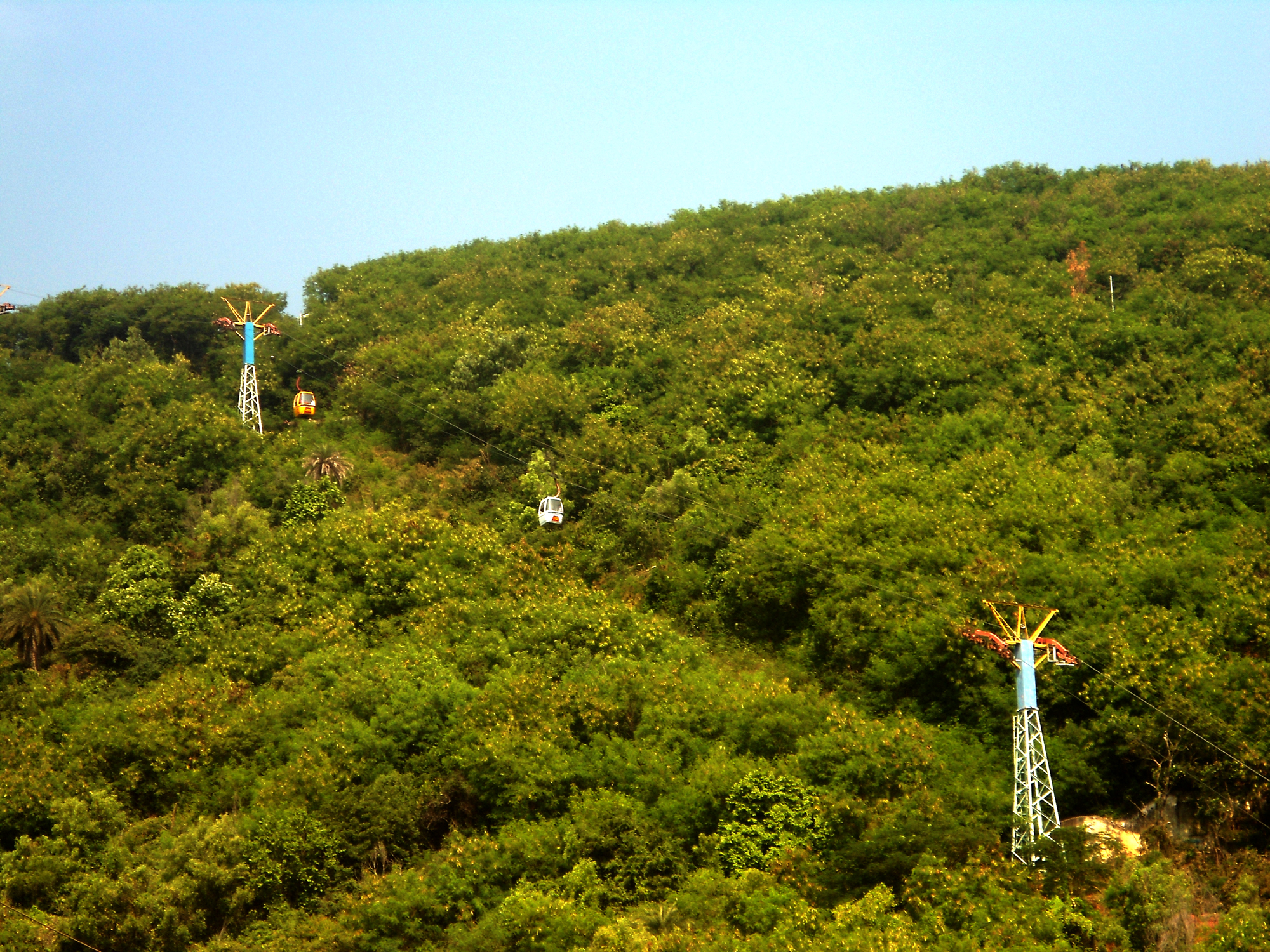
Đường cáp ở Kailasagiri, Visakhapatnam

Cáp treo (tiếng Anh: aerial tramway, sky tram, cable car) là một loại phương tiện di chuyển trên không sử dụng một hoặc hai dây cố định để gắn vào, kèm theo một dây thứ ba để đẩy. Với hình thức này, cáp treo trên không luôn cố định vào dây và không thể tách rời khỏi trong suốt quá trình vận hành.

## Lịch sử
Phiên bản cáp treo đầu tiên là của một nhà nghiên cứu người Croatia tên Fausto Veranzio, trạm cáp treo đầu tiên đi vào hoạt động năm 1644 ở Gdańsk, do Adam Wiebe vận hành. Những phiên bản sơ khai dùng sức kéo của ngựa và dành cho việc chở đất qua sông để xây đê đập, thành lũy. Thời điểm chính xác sử dụng cáp treo đến nay vẫn chưa rõ, tới khoảng thế kỷ 19, người Đức bắt đầu cải tiến nó với dây cáp bằng kim loại.